# Richie Omorowa
Efosa Richie Omorowa (Akalla, 30 de marzo de 2004) es un futbolista sueco que juega de delantero en el Degerfors IF de la Allsvenskan.

## Trayectoria
Es canterano del club sueco AIK Estocolmo, pasando a las categorías inferiores del IF Brommapojkarna el 18 de julio de 2021. Comenzó su carrera con el primer equipo del Brommapojkarna en 2022 y les ayudó a ganar la Superettan 2022. El 28 de julio de 2023 fue traspasado al Excelsior Róterdam con un contrato de 2 años. Marcó como suplente en su debut con el Excelsior, en una victoria por 4-3 en la Eredivisie contra el NEC Nimega.

## Selección nacional
Nació en Suecia, de padre nigeriano y madre marfileña. Es internacional juvenil con Suecia, con la que ha jugado hasta la sub-19.

## Estadísticas

### Clubes
Actualizado al último partido disputado el 8 de noviembre de 2023.
| Club                              | Div.          | Temporada     | Liga  | Liga  | Liga   | Copas nacionales | Copas nacionales | Copas nacionales | Copas internacionales | Copas internacionales | Copas internacionales | Total | Total | Total  |
| Club                              | Div.          | Temporada     | Part. | Goles | Asist. | Part.            | Goles            | Asist.           | Part.                 | Goles                 | Asist.                | Part. | Goles | Asist. |
| --------------------------------- | ------------- | ------------- | ----- | ----- | ------ | ---------------- | ---------------- | ---------------- | --------------------- | --------------------- | --------------------- | ----- | ----- | ------ |
| IF Brommapojkarna · Suecia        | 2.ª           | 2022          | 14    | 3     | 0      | —                | —                | —                | ―                     | ―                     | ―                     | 14    | 3     | 0      |
| IF Brommapojkarna · Suecia        | 1.ª           | 2023          | 9     | 1     | 2      | 4                | 1                | 0                | ―                     | ―                     | ―                     | 13    | 2     | 2      |
| IF Brommapojkarna · Suecia        | Total club    | Total club    | 23    | 4     | 2      | 4                | 1                | 0                | 0                     | 0                     | 0                     | 27    | 5     | 2      |
| Excelsior Róterdam · Países Bajos | 1.ª           | 2023-24       | 24    | 2     | 2      | 0                | 0                | 0                | ―                     | ―                     | ―                     | 24    | 2     | 2      |
| Excelsior Róterdam · Países Bajos | 2.ª           | 2024-25       | 13    | 9     | 0      | 1                | 0                | 0                | ―                     | ―                     | ―                     | 14    | 9     | 0      |
| Excelsior Róterdam · Países Bajos | Total club    | Total club    | 37    | 11    | 2      | 1                | 0                | 0                | 0                     | 0                     | 0                     | 38    | 11    | 2      |
| Total carrera                     | Total carrera | Total carrera | 60    | 15    | 4      | 5                | 1                | 0                | 0                     | 0                     | 0                     | 65    | 16    | 4      |